# یون بیونگ-سون
یون بیونگ-سون (انگلیسی: Yoon Byung-soon؛ زادهٔ ۲۷ نوامبر ۱۹۶۳) بازیکن هندبال اهل کره جنوبی است.